# Gunter Waldek
Gunter Waldek (* 26. Juli 1953 in Linz) ist ein österreichischer Pädagoge, Komponist und Dirigent.

## Leben und Wirken
Bereits in seiner Jugend erhielt er Klavier-, Orgel- und Musiktheorie unterricht am Bruckner Konservatorium in Linz. Nach der Matura im Jahr 1971 studierte er am Mozarteum und an der Universität Salzburg Musikpädagogik, Musikwissenschaft und Romanistik. 1977 schloss er mit Lehramtsprüfung und Magisterium ab und unterrichtete ab diesem Zeitpunkt an Gymnasien in Linz und Salzburg. Seine weiteren Studien (Dirigieren, Chorleitung und Komposition) bei Helmut Eder beendete er mit dem Magister artrium. Ab 1982 übernahm er von Helmut Schiff die Kompositions- und Theorieklasse am Bruckner Konservatorium. 2004 habilitierte er sich im Fach Komposition. 1990 wurde er stellvertretender Direktor, von 2004 bis 2008 war er Vizerektor der Hochschule.

## Werke
Besonders erfolgreich waren die Kirchenoper Das Hohe Lied (1993) und Ein etwas seltsames Abendessen, musikalisches Musiktheater (1994). Sein umfangreiches Schaffen (seit 1980 mehr als 150 Kompositionen) umfasst verschiedene Sparten:
- 13 Ways of Looking at Blackbird (Liederzyklus, 1984)
- ...meins trarens ist .. (Violinkonzert, 1986)
- Up & Down (Sinfonietta für Streichorchester, 1989)
- Lacrimosa (für großes Orchester, 1989)
- Traumlieder (nach indianischen Texten für Chor, 1990)
- Domklang (Rauminstallation, 1990)
- Et l´enfant dit: ... (Szenische Kantate für Kinder, 1991)
- Von der Verwüstung der Westindischen Länder (Requiem, 1992)
- Bows and Arrows (wien modern, 1993)

## Auszeichnungen
- 1994: Kulturpreis des Landes Oberösterreich für Musik
- 1996: Förderpreis des Bundesministeriums
- 2016: Großer Kulturpreis des Landes Oberösterreich (Anton-Bruckner-Preis)[1][2]
- 2023: Großes Ehrenzeichen der Stadt Ried[3]